# 1979年の日本競馬
1979年の日本競馬（1979ねんのにほんけいば）では、1979年（昭和54年）の日本競馬界についてまとめる。馬齢は旧表記で統一する。
1978年の日本競馬 - 1979年の日本競馬 - 1980年の日本競馬

## できごと

### 1月 - 3月
- 1月27日 - 名古屋市中村区に納屋橋電話投票所が開設され、東海地区での中央競馬の電話投票が始まる[1]。
- 3月1日 - 日本中央競馬会の馬事公苑に体育館が新設される[1]。
- 3月3日 - 福岡市中央区に福岡電話投票所が開設、運用開始される[1]。
- 3月4日 - 中央競馬の騎手福永洋一が毎日杯で落馬、重傷を負う[1]。
- 3月24日 - 札幌場外発売所が新設される[1]。

### 4月 - 6月
- 4月5日 - 馬事公苑の白井分苑が開苑する[1]。
- 4月24日 - 後楽園場外発売所に後楽園電話投票所が開設、運用開始される[1]。
- 4月29日 - 中央競馬の上田武司調教師が、内閣総理大臣より銀盃の褒章を受ける[1]。
- 4月 - 地方競馬全国協会が長期騎手候補生過程を18か月から24か月に延長[1]。
- 5月7日 - 日本中央競馬会後援の「ダービーフェスティバル」が8年ぶりに九段会館ホールで開催される[1]。
- 5月10日 - 馬事振興研究会が発足する[1]。
- 6月6日 - イギリスで行われるダービーステークス200回記念に、日本中央競馬会の武田誠三理事長が出席する[2]。
- 6月8日 - 日本中央競馬会制作の広報映画『母馬物語』が日本産業映画コンクールで奨励賞を受賞する[2]。
- 6月16日 - ニュージーランドより同国競馬公社総裁のH・G・カラムら3名が来日、日本中央競馬会の施設などを視察した[2]。
- 6月22日 - 栗東トレーニングセンターで伊藤雄二調教師の娘である伊藤淑が、中央競馬初の女性厩務員として就職[2]。

### 7月 - 9月
- 8月11日 - 新橋電話投票所が日本中央競馬会の新橋分館に設置され、運用開始される[2]。
- 8月21日 - 農林水産省の主催で、関東競馬ブロック会議が福島で行われる。同会議は9月4日に関西地区でも開かれた[2]。
- 9月23日 - 中央競馬の厩舎関係者8名および職員1名がヨーロッパ研修に出発する[2]。

### 10月 - 12月
- 10月1日 - 地方競馬の中央騎手招待競走が船橋競馬場で行われる。同競走は2日に道営札幌競馬場、16日にも大井競馬場で行われた[2]。
- 10月7日 - 中央競馬の3回中京2日開催の第10競走に地方競馬招待競走が行われる。優勝馬は地方のリュウアラナス[2]。
- 10月15日
  - 阪神競馬場の新スタンドの増改築工事が完成する[2]。
  - 第34回国民体育大会のため、宮崎競馬場に昭和天皇が来場する[2]。
- 10月23日 - 阪神競馬場で開設30周年記念式典が行われる[2]。
- 10月26日 - 日本中央競馬会制作の広報映画『甦る勇者』が、優秀映画鑑賞会の推薦映画に選ばれる[2]。
- 11月3日 - 中央競馬の大久保房松調教師が黄綬褒章を受章する[2]。
- 11月11日 - アメリカ合衆国の騎手スティーブ・コーゼンが来日、大井競馬場で騎乗する[2]。
- 11月12日 - 栗東トレーニングセンターで10周年記念式典が行われる[2]。
- 12月23日 - バローネターフが史上初の中山大障害5回制覇を達成する[2]。

## 競走成績

### 中央競馬の主な競走
- 第39回桜花賞（阪神競馬場・4月8日）優勝 : ホースメンテスコ（騎手 : 佐々木晶三）
- 第39回皐月賞（中山競馬場・4月15日）優勝 : ビンゴガルー（騎手 : 小島太）
- 第79回天皇賞（春）（京都競馬場・4月29日） 優勝 : カシュウチカラ（騎手 : 郷原洋行）
- 第40回優駿牝馬（オークス）（東京競馬場・5月20日) 優勝 : アグネスレディー（騎手 : 河内洋）
- 第46回東京優駿（日本ダービー）（東京競馬場・5月27日) 優勝 : カツラノハイセイコ（騎手 : 松本善登）
- 第20回宝塚記念（阪神競馬場・6月3日）優勝：サクラショウリ（騎手：小島太）
- 第40回菊花賞（阪神競馬場・11月11日） 優勝 : ハシハーミット（騎手 : 河内洋）
- 第4回エリザベス女王杯（阪神競馬場・11月18日） 優勝 : ミスカブラヤ（騎手 : 岡部幸雄）
- 第80回天皇賞（秋）（東京競馬場・11月25日） 優勝 : スリージャイアンツ（騎手 : 郷原洋行）
- 第24回有馬記念（中山競馬場・12月16日） 優勝 : グリーングラス（騎手 : 大崎昭一）

### 中央競馬・障害
- 第82回中山大障害（春）（中山競馬場・4月8日）優勝 : バローネターフ（騎手 : 根本康広）
- 第83回中山大障害（秋）（中山競馬場・12月23日）優勝： バローネターフ（騎手：根本康広）

## 表彰

### 優駿賞
- 年度代表馬・最優秀5歳以上牡馬 グリーングラス
- 最優秀3歳牡馬 リンドタイヨー
- 最優秀3歳牝馬 ラフオンテース
- 最優秀4歳牡馬 カツラノハイセイコ
- 最優秀4歳牝馬 アグネスレディー
- 最優秀5歳以上牝馬 サニーフラワー
- 最優秀障害馬 バローネターフ
- 最優秀アラブ パークボーイ

## 誕生
この年に生まれた競走馬は1982年のクラシック世代となる。

### 競走馬
- 2月11日 - アズマハンター
- 2月23日 - シャダイアイバー
- 2月25日 - ヤマノシラギク、アンティックヴァリュー
- 3月22日 - サルノキング
- 3月24日 - エリモローラ、シルクテンザンオー
- 3月28日 - ビクトリアクラウン
- 4月1日 - ハギノカムイオー
- 4月4日 - メジロアンタレス
- 4月13日 - ホリスキー、ワカテンザン
- 4月21日 - アンドレアモン
- 4月22日 - ゲイルスポート
- 4月27日 - バンブーアトラス
- 5月4日 - リーゼングロス
- 5月5日 - シンウルフ
- 5月14日 - アスワン
- 5月16日 - ホスピタリテイ、トウショウペガサス
- 5月20日 - ラッキーキャスト
- 5月22日 - キョウエイウオリア
- 5月27日 - リアルシャダイ
- 5月28日 - ハクタイユー
- 5月30日 - ライバコウハク

### 人物
- 1月11日 - ミルコ・デムーロ騎手（JRA）
- 2月9日 - 秋山真一郎騎手（JRA）
- 2月11日 - 平瀬城久騎手（金沢）
- 2月13日 - 早見多加志騎手（大井）
- 3月24日 - 末田秀行騎手（金沢）
- 4月22日 - 太宰啓介騎手（JRA）
- 5月20日 - クリストフ・ルメール騎手（JRA）
- 7月15日 - 佐原秀泰騎手（高知）
- 7月23日 - 池添謙一騎手（JRA）
- 8月28日 - 荻野要騎手（JRA）
- 9月16日 - 中谷雄太騎手（JRA）
- 9月25日 - 白浜雄造騎手（JRA）
- 9月28日 - 下條知之騎手（佐賀）
- 10月22日 - 穂苅寿彦騎手（JRA）
- 11月6日 - 渡瀬和幸騎手（兵庫）
- 11月22日 - 松本心平騎手（兵庫）
- 12月3日 - 飯島彰敏騎手（浦和）
- 12月19日 - 世安智也騎手（川崎）

## 死去

### 競走馬
- 8月6日 - ハクチカラ